# Lake Orion
Lake Orion – wieś w Stanach Zjednoczonych, w stanie Michigan, w hrabstwie Oakland.